# 1軒の酒場に入る神
「1軒の酒場に入る神」（いっけんのエイバーにはいるかみ、"A God Walks into Abar" または "A God Walks into a Bar"）は、アメリカ合衆国のテレビドラマ『ウォッチメン』の第1シーズン第8話であり、2019年12月8日にHBOで放送された。エピソードはDr.マンハッタンと彼の原作コミックの事件後の動向に焦点が当てられる。

## プロット
2009年のベトナム戦勝（VVN）記念日。当時サイゴンの警察官だったアンジェラ・エイバーはバーでDr.マンハッタンと出会う。マンハッタンは事項紹介をし、アンジェラを次の日の夕食に誘う。当初アンジェラは戦勝記念日で周りがマンハッタンの仮装をした人間だらけだったために彼が本物であるとは信じないエウロパの閉じられた生態系の中に生命を創造したと語る。彼は1930年代の幼少期にドイツから逃れた後に父親と共に世話になったイギリスの屋敷の主人であるフィリップスとクルックシャンクスのクローンを作り上げる。マンハッタンはセックスをするフィリップスとクルックシャンクスを目撃し、その後2人から美しい物を作るように勧められたと説明する。1985年にマンハッタンはクローンのために屋敷をエウロパにテレポートさせるが、彼らがマンハッタンを喜ばせ、崇拝することに執着したためにそこを去る。
アンジェラはマンハッタンの正体と彼が自分に興味を持つ理由を疑問視し続ける。マンハッタンは将来の出来事を彼女に説明する。2週間後、アンジェラは人間の外見を得るために遺体安置所の遺体を選ぶマンハッタンを手伝う。彼は最近心臓発作で亡くなったとみられるカルヴィンの姿を選ぶ。6ヶ月後、アンジェラはマンハッタンの共感性の欠如に不満を抱いて喧嘩をする。マンハッタンは南極のカルナック基地で孤独に過ごすエイドリアン・ヴェイトのもとを訪れる。マンハッタンが恋に落ちたことを知ったヴェイトは1985年に作成した小さな装置を提供する。それは当初は対マンハッタン用の武器として作られたものであり、タキオンを利用してマンハッタンの記憶を抑制し、生死に関わる状況以外で彼の力が発動できなるする効力を持っていた。これと引き換えにマンハッタンはヴェイトを彼の望みに従ってエウロパのシステムにテレポートさせ、フィリップスとクルックシャンクスのクローンに彼を崇拝させるようにする。
マンハッタンはアンジェラに装置を使わせる前にニューヨークに住むウィルを訪ね、2019年に彼の孫娘のアンジェラを助ける必要があると説明する。
2019年。アンジェラがヴェイトの装置を取り除いた後、マンハッタンは自分を捕獲する第7機兵隊の計画に気付いていることを彼女に伝え、子供たちを安全な場所にテレポートさせる。アンジェラはマンハッタンが2019年の自分と2009年のウィルと同時に会話をしていることを理解し、彼にジャッドとサイクロプスの繋がりをどのように知ったのかについて尋ねさせる。2009年のウィルはマンハッタンにジャッドの名前を聞くのは初めてだと言う。アンジェラは一連の事件を始めたきっかけを自分が与えてしまったことに気付く。マンハッタンが機兵隊の襲撃が始まると言うと、アンジェラは彼が未来を見通していることを理解しているにもかかわらず守る準備をする。マンハッタンはこれが彼女に恋をした瞬間であると言う。2人は機兵隊の多くを倒すが、最後の1人がタキオン砲を発射して彼を捕え、アンジェラは絶叫する。
2009年のベトナムでアンジェラはマンハッタンの物語を受け入れて夕食への招待を了承する。
クレジット後の場面でヴェイトは脱走を図った件でフィリップスとクルックシャンクスから罰せられる。独房に入れられた彼は狩猟監督官から記念日のケーキを贈られる。監督官は自分がマンハッタンによって作成された1人目のフィリップスであることを明かす。監督官が去った後にヴェイトはケーキに入っていた馬蹄を見つけ出し、それを使って脱出を試みる。

## 製作
エピソードは第1話と第2話を監督したニコール・カッセルが3度目の登板となった。カッセルはバーの場面を含むエピソード全体でヤーヤ・アブドゥル＝マティーン2世がDr.マンハッタンを演じたと述べた。Dr,マンハッタンを演じるときのアブドゥル＝マティーンの声域は通常時とは変えられた。この場面で顔を見せないという選択はデイモン・リンデロフとジェフ・ジェンセンの脚本に書かれており、この時点では原作コミックのような見た目であると考えられていた。彼らはまたこの時点でマンハッタンの顔を見せることは、コミックとマッチするためにどのアプローチ使用したかに関係なく、原作ファンを失望させ、怒らせることになると恐れた。1人の顔しか見えない会話を撮影する際、カッセルは撮影監督のグレッグ・ミドルトンと協力してこれらの場面が過度に単調にならないために使用するブロッキングショットと場面内外での遷移法を確立した。
アブドゥル＝マティーンはカルがDr.マンハッタンでもあることを知る前にその役割を受けた。彼は第2話と第3話の撮影の間にこれを伝えられた。彼はこの役がおそらく裸になると考えたため、カメラに良いボディ・イメージを提示できるようにパーソナルトレーナーを雇ってダイエットを始めた。アブドゥル＝マティーンに施されるメイクには約2時間半のエアブッシングを必要としたが、それを落とすためにさらに1時間の溶剤洗浄が行われた。
ベトナムのバーは原作コミックのベトナムのエディのバーがモデルにされている。エピソードにはヴェイトの南極基地であるカルナック内のカットが含まれており、その一部は原作のカットとほぼ同じになるように演出された。回想で屋敷の幼いジョン・オスターマンに挿絵付きの聖書が渡される。このイラストはコミックの作画担当であり、番組でリンデロフに協力しているデイヴ・ギボンズによって描かれた。
このエピソードは番組で唯一クレジット後の場面が存在し、裁判後のヴェイトの動向が描かれた。カッセルはエピソードの残りの計算された流れを乱さないようにクレジット後の場面の使用を選択し、場面を原作コミックの各章の後の追加資料と比較したと述べた。
カッセルによるとエピソードのタイトルは偶然であり、彼らは企画の初期段階でアンジェラの姓「Abar」を考案した。後にエピソードのストーリーボードを描いた際、カッセルは脚本家の1人がこのエピソードのコンセプトとして「バーに入る」を仕掛けていたことを見て、エイバーの名前が偶然合致していることを認識した。

## 評価

### 批評家の反応
Rotten Tomatoesでは23件のレビューで支持率は100%、平均点は9.25/10となり、「『ウォッチメン』はシームレスに畳みかけ始めるが、レジーナ・キングとヤーヤ・アブドゥル＝マティーン2世の優れた演技により「1軒の酒場に入る神」は驚くほど美しく深く悲劇的なラブストーリーとなる」とまとめられた。

### 視聴率
初放送時の視聴者数は推定82万2000人である。